# Missions catholiques aux XVIe et XVIIe siècles

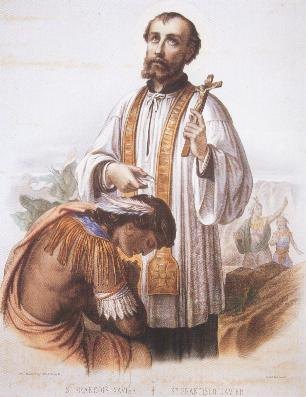
1542: Saint François Xavier convertit des pêcheurs de perles Paravas (Tamil Nadu).

Cet article traite des missions catholiques au XVIe siècle et au XVIIe siècle, période dite du patronat.

## Organisation du partage du monde (1494-1514)
1492 est l'année où Christophe Colomb arrive sur le continent qui sera nommé l'Amérique. Malgré la prise de Grenade, cette même année par les Espagnols, l'expansion du christianisme reste bloquée par l'Islam au Sud du bassin méditerranéen et à l'Est de la Volga.
Ce que l'on appelle les grandes découvertes va être l'occasion d'une nouvelle phase de cette expansion du christianisme dans les nations qui passent sous la domination de ces deux puissances maritimes majeures que sont devenues le Portugal et l'Espagne. Plus largement, cet élan missionnaire s'étend dans toutes les contrées que les progrès de la navigation rendent maintenant accessibles aux navigateurs occidentaux.
Les Portugais avaient entrepris l'exploration des côtes de l'Afrique depuis le début du XVe siècle. Dès le retour de Christophe Colomb en 1493, les deux nations ibériques demandent l'arbitrage du pape Alexandre VI pour se partager le monde. Le traité de Tordesillas, signé le 7 juin 1494 institue une ligne de partage qui passe à cent lieues à l'ouest des Açores. Cette délimitation de souveraineté est étendue, quelques années plus tard, à l'activité missionnaire: En 1508, par la bulle Universalis Ecclesiae (de), l'Espagne obtient le monopole des missions dans la zone qui lui avait été attribuée contre l'engagement d'envoyer des missionnaires en nombre suffisant, de leur procurer le passage gratuit, de construire des églises, etc. En 1514, un statut symétrique est accordé aux Portugais. Il s'agit en fait d'une régularisation, car ces derniers s'étaient déjà assurés, au milieu du XVe siècle, de l'exclusivité missionnaire dans le monde entier, du temps où ils étaient la seule puissance maritime.
Le Saint-Siège qui n'a ni moyens financiers propres, ni structure missionnaire centralisée, sous-traite ainsi l'organisation des missions aux souverains catholiques.

## Missions espagnoles auXVIesiècle

### Amérique espagnole
La présence missionnaire fait partie intégrante de la conquête de l'Amérique centrale et méridionale : les Espagnols ne conçoivent pas la mise en place d'une administration espagnole sans y inclure les institutions cléricales. Des légions de missionnaires espagnols débarquent en Amérique: des séculiers, mais surtout des réguliers (voir Régulier et séculier). Il s'agit de franciscains (Ordre des Frères mineurs) en 1502, puis de dominicains (Ordre des Prêcheurs) en 1510, de mercédaires (Ordre de Notre-Dame-de-la-Merci) en 1519, d'augustins (Augustins) en 1533, enfin de jésuites (Compagnie de Jésus) en 1568. Tous ces ordres sont organisés en provinces, selon leurs règles. Des évêques sont nommés parmi les réguliers.
La première organisation missionnaire proprement dite fut celle du Mexique (la Nouvelle Espagne) où Cortés avait débarqué en 1521. Dès 1524, des missionnaires franciscains dont Pierre de Gand y débarquent puis en 1524, 12 missionnaires espagnols, les Douze Apôtres du Mexique. L'évêché de Mexico est créé en 1528, avec le premier évêque : le franciscain Juan de Zumárraga. En 1548 est créée à Mexico la première province franciscaine du Nouveau Monde.
Le deuxième évêque de Lima, Turibe de Mogrovejo (1538-1606), préside en 1583 un concile qui définit les grandes lignes de la pastorale missionnaire et de l'organisation de l'Église dans les possessions espagnoles de l'Amérique du Sud. On y décide de traduire le catéchisme en quechua et en aymara. Ce catéchisme est en fait décliné en trois niveaux plus ou moins développés. Pour faciliter l'enseignement religieux, le concile préconise un quadrillage du pays par le clergé : un prêtre pour mille habitants, et les regroupements des villages de moins de mille habitants.
Les croyances antérieures, animistes, ne semblent pas poser de problème aux missionnaires espagnols qui proposent à leurs néophytes un culte riche en grandes manifestations extérieures, cérémonies et processions, en même temps qu'ils leur interdisent tout retour à leurs anciennes pratiques « idolâtriques ». On a parlé de politique de table rase pour signifier que les missionnaires espagnols ont à la fois ignoré et éradiqué toute manifestation religieuse antérieure à leur arrivée.
Complètement intégrés à la conquête espagnole des nouveaux territoires, certains missionnaires jouent également un rôle de contrepoids vis-à-vis de l'administration civile et militaire et prennent la défense des Indiens victimes de spoliation ou d'oppression. Le plus célèbre est Bartolomé de las Casas (1484-1566) : simple prêtre en 1512, puis évêque du Chiapas en 1545, il s'est opposé aux exactions des colons vis-à-vis des Indiens dès 1514.
En définitive, les missionnaires espagnols réussissent à imposer le catholicisme dans les territoires contrôlés par leur pays. Les villes de l'Amérique espagnole, groupées autour de leurs églises, sont des répliques parfaites des villes espagnoles ; mais les tentatives de constituer un clergé indigène échouent complètement. Peu à peu, le peuplement espagnol des colonies devient suffisant pour remplir les séminaires créés sur place, mais les recommandations du concile de Lima d'encadrer la population indienne par le clergé restent en partie lettre morte.
Exemples de missions jésuites en Amérique du Sud :
- Missions jésuites de Bolivie
- Mission jésuite du Paraguay

### Philippines
Aux Philippines, la situation évolue plus favorablement. Les Espagnols y ont pris pied en 1564, à partir du Mexique, accompagnés, comme en Amériques de leurs missionnaires : Augustins dès 1564, puis franciscains à partir de 1577, jésuites en 1581 et dominicains en 1587. On estime la population chrétienne de 1614 à un million de fidèles. Une université catholique est fondée à cette date-là par les dominicains, mais surtout, on voit très vite apparaître un clergé indigène.
Quelles sont les causes de ce succès ? Organisation plus rapide des structures missionnaires et plus forte détermination à former un clergé indigène, ou bien meilleure réceptivité de la population philippine ? La question reste encore ouverte.

## Missions portugaises auXVIesiècle

### Cas du Brésil
En Amérique portugaise (Brésil), la capitale coloniale est Bahia. Les conditions de colonisation ne sont pas très différentes de celles de l'Amérique espagnole, mais pour des raisons qui tiennent sans doute aux conditions de peuplement du Brésil, le clergé portugais qui avait débarqué avec les premiers colons reste davantage avec ceux-ci. Les choses vont prendre une autre tournure avec l'arrivée des jésuites, en 1549. En 1600, ils ne sont encore que 63, mais ils ont déjà un rayonnement considérable: ils ont pu former dans leurs écoles un grand nombre de catéchistes indiens qu'ils envoient évangéliser leurs compatriotes. Les jésuites interviennent également sur le plan social, en sédentarisant des nomades. Ils sont les organisateurs et les chefs de ces nouveaux villages.
Les jésuites n'ont jamais tout à fait surmonté les problèmes linguistiques du fait de la multiplicité des langages. Ils organisent des fêtes et réjouissances populaires de caractère profane pour compenser la disparition des anciennes fêtes païennes. Les plus connus des missionnaires portugais au Brésil sont Manuel da Nóbrega et Ignace d'Azevedo, béatifié en 1864. Aussi José de Anchieta bien qu'il soit d'origine espagnole.

### Missionnaires portugais en Asie
Mis à part le Brésil, les Portugais qui ne sont guère plus qu'un million et demi de personnes, ne sont pas en mesure de peupler les immenses territoires sur lesquels ils rayonnent. Leur empire s'étend du Brésil à Macao en passant par le tour de l'Afrique et l'Asie du Sud. Si on compare une fois de plus la position des missionnaires espagnols à celle des Portugais, on dira que le rapport de forces est moins favorable aux Portugais: à partir de Goa, de Malacca et de Macao, les peuples qu’ils rencontrent sont nombreux et de vieille culture. Leur action marque pourtant leurs contemporains et laisse des traces. Disons d'emblée que beaucoup de ces missionnaires qui travaillent sous l'autorité du roi du Portugal ne sont pas Portugais: François Xavier (1506-1552), qui sera ensuite déclaré « patron des missions », est un Navarrais qui avait fait ses études à Paris. Il prêche et baptise en Inde (1542) et au Japon (1549), on lui a parfois prêté le don des langues, mais les historiens modernes considèrent qu'il utilisait souvent des interprètes. Michele Ruggieri et Matteo Ricci qui sont les premiers jésuites en Chine (1580) sont italiens, ainsi que Roberto de Nobili qui exerce son apostolat en Inde à partir de 1604. Alexandre de Rhodes qui évangélise le Viêt Nam est français.

### Missions en Inde
On trouve en Inde, des chrétiens avant l'arrivée des Portugais. Il s'agit des communautés dites « de Saint Thomas » au Kerala et sur la côte Coromandel. Elles avaient, comme les Nestoriens, perdu tout contact avec le papauté depuis des siècles. Ce sont vers ces régions que se portent l'effort des premiers missionnaires portugais peu après 1500. En fait, Les plus grandes réussites sont observées, en premier lieu, dans le territoire portugais de Goa, où les missionnaires peuvent être soutenus par la puissance de l'État. D'après l'encyclopédie catholique de 1908 « Les non-catholiques expliquent souvent les premières conversions par le fait que les Portugais répandaient la bonne parole par la force, "à la pointe de l'épée", dit-on parfois. Cette vision des choses est certainement exagérée, et à bien des égards, fausse. Certes, il y a bien eu un petit nombre de cas où la force physique fut utilisée, par exemple, lorsque des pirates capturés n'avaient d'autre solution que de se convertir où d'être précipités dans la mer. Mais de tels cas, outre qu'ils n'étaient pas approuvés par les autorités religieuses ou civiles, étaient en fait si rares qu'ils ne doivent pas être pris en considération. En fait, au début, la tendance était de faire preuve de tolérance vis-à-vis du paganisme tout en donnant sa chance à la propagande missionnaire… Les méthodes adoptées par l'État consistaient d'abord en la destruction impitoyable des temples païens et la pollution de leurs réservoirs sacrés lorsque le pouvoir civil était pleinement en place et que la bonne parole avait été prêchée. Et aussi en interdisant l'exercice public de toute religion étrangère dans les territoires portugais… ». Autrement dit, là où les Portugais contrôlent effectivement des territoires, leur force persuasive n'est pas moindre que celle des Espagnols.
Les Franciscains et les Dominicains sont les premiers ordres sur le terrain, bientôt suivis par les Jésuites et les Augustiniens, et ensuite, par les carmélites Théatines, les hospitaliers de Saint-Jean et les oratoriens. Le Jésuite Roberto de Nobili arrive en Inde en 1604. Avant lui, les missionnaires n'ont connu de réels succès de conversion qu'envers les populations de basses castes ou même hors-caste. Robert de Nobili réalise qu'un tel état de choses serait de nature à rendre la religion chrétienne inéluctablement incompatible avec les hautes castes. La noblesse de ses origines lui permet de se présenter sans complexe comme un Rajah devenu sanyassi, c'est-à-dire pénitent, ce qui lui permet de discuter sur un pied d'égalité avec les Brahmes, mais il accepte de se séparer totalement des autres chrétiens et Jésuites. Cette attitude amorce une controverse à Rome qui préfigure la future querelle des rites. En 1623, une bulle de Grégoire XV approuve sa méthode.

### Missions au Japon
Lors de son premier contact avec le Japon, en 1549-1551, François Xavier élabore une ligne qui devrait régir les formes que l'apostolat chrétien doit prendre au Japon: maintenir de bonnes relations avec les daïmos, (c'est-à-dire les seigneurs), traiter les Japonais avec honneur et respect, se mettre à leur haut niveau culturel et se recommander de la Chine qui jouit d'un grand prestige au pays du Soleil Levant. Le Christianisme se développe lentement jusqu'en 1579 où un autre Jésuite, Alessandro Valignano (1539-1606) fonde le collège de Funaï (diocèse d'Ōita) au Japon. Plusieurs Japonais issus de ce collège sont ensuite dirigés vers les noviciats de Macao ou de Goa et accèdent au sacerdoce. Jean Guennou estime à trois cent mille le nombre de baptisés en 1597, l'année où une féroce répression s'abat sur la jeune église japonaise. Cette persécution se déroule en même temps que la fermeture du pays aux occidentaux.

### Missions en Chine
En Chine, le Jésuite Matteo Ricci comprend qu'il a fait fausse route en se présentant comme un « bonze chrétien ». Il prend le titre de lettré qu'il peut d'ailleurs assumer tant sont grandes ses capacités intellectuelles qui lui permettent non seulement de bien maîtriser les sciences et les mathématiques connues en Occident, mais aussi d'assimiler rapidement les classiques de la culture chinoise. Ricci ne considère point que les honneurs que les Chinois rendent à Confucius et aux ancêtres sont de nature idolâtriques. Cette vision des choses facilite l'adhésion au christianisme de lettrés et de mandarins, parmi lesquels un certain Siu qui a à la cour le poste très important de Conseiller impérial. À la mort de Ricci, en 1610, on compte deux mille baptisés, ce qui est un petit nombre, mais les missions jésuites en Chine vivent longtemps dans la croyance que la conversion de l'empereur est imminente et qu'elle pourrait faire basculer tout le pays.

## Fin du patronat
« La formule qualifiée en espagnol de "patronato" et en portugais de "padroado", se traduit par un ensemble d’engagements mutuels. Inscrit à partir de la deuxième moitié du XVe siècle dans une série de bulles pontificales, le système du patronage revient à faire légitimer la colonisation par l’Église, et en retour à mettre les moyens humains, matériels et financiers. » David Journault, « Histoire de l'Église au Cambodge », sur davidjournault.jimdofree.com, 17 septembre 2019 (consulté le 5 décembre 2021) : Protectorat des missions (en).
Le système du patronat qui s'est imposé au début du XVIe siècle a comporté pour la papauté beaucoup d'avantages, notamment celui de pouvoir se décharger complètement sur les pouvoirs temporels, mais il n'est guère tenable à long terme. Outre qu'il lie complètement l'apostolat au pouvoir colonial, il n'est guère compatible avec l'émergence de puissances maritimes émergentes : La France, l'Angleterre et la Hollande. On peut régler certaines de ces contradictions par des compromis: La France est ainsi autorisée en 1508 à traverser l'Atlantique, mais à condition de ne pas franchir l'Équateur.
Le patronat se fissure de lui-même lorsque le Portugal s'avère incapable de consentir l'effort missionnaire nécessaire au Brésil, en Afrique et en Asie et que le roi Jean III est amené, à partir de 1558, à demander des renforts au pape Paul III et au fondateur des Jésuites Ignace de Loyola.
Après le Concile de Trente, le gouvernement de l'Église a toutes les raisons de vouloir reprendre ses prérogatives naturelles. En 1622, par la bulle Incrustabili, le pape Grégoire XV institue un organisme centralisé que l'on appelle Congrégation de Propagande Fide.
Ce n'est vraiment que sous l'impulsion du jésuite français Alexandre de Rhodes, qui, de retour du Viêt Nam, plaide l'urgence pour le Saint-Siège d'envoyer des évêques qui pourraient consacrer des prêtres indigènes, seul moyen pour les Églises locales d'exister en dépit d'une présence incertaine des missionnaires qui sont soumis à une persécution chronique. À partir de 1658, le pape envoie directement des évêques dans les pays de mission, sous le nom de vicaires apostoliques